# Romeinse villa Bocholtz-Dellender
De Romeinse villa Bocholtz-Dellender of Butterweide is een terrein met de resten van een Romeinse villa, deels gelegen in de gemeente Simpelveld in de Nederlandse provincie Limburg, deels in Duitsland. De villa was van het type villa rustica en behoort tot de minimaal zestig Romeinse villacomplexen die op de Zuid-Limburgse lössgronden (deels) zijn opgegraven. De archeologische site is sinds 1983 een rijksmonument.

## Ligging
De restanten van de villa bevinden zich in een terrein ten zuidoosten van het dorp Bocholtz tussen de Akerweg, de Helweg en de Bergweg, en ten westen van het gehucht Vetschau in de gemeente Aken. Het terrein is in gebruik als agrarisch gebied en is aan de Duitse kant onderdeel van een windpark. In de directe nabijheid loopt zowel de rijksweg A76 (Bundesautobahn 4) als de spoorlijn Aken - Maastricht, tegenwoordig in gebruik als toeristische attractie door de Zuid-Limburgse Stoomtrein Maatschappij.
De villa lag vlak bij de bron van het beekje de Amstelbach, stroomafwaarts op Nederlands grondgebied aangeduid als de Anstelerbeek. Ten oosten van de villa liep de Romeinse weg van Heerlen (Coriovallum) naar Aken (Aquis Granum). Verder lag er zo'n 2 kilometer zuidelijker de Oude Akerweg, een secundaire Romeinse weg tussen Maastricht (Mosa Trajectum) en Aken. Ongeveer anderhalve kilometer naar het westen lag de Romeinse villa Bocholtz-Vlengendaal, zo'n drie kilometer naar het zuiden de Romeinse villa Lemiers en zo'n 3 kilometer ten noorden de Romeinse villa knooppunt Bocholtz.

## Geschiedenis
In 1871 meldde de priester en amateurhistoricus Jozef Habets scherven en stenen ter plekke te hebben gevonden. Het bewuste terrein werd in 1989 bij de voorbereiding van de ruilverkaveling "Herinrichting Mergelland-Oost" geclassificeerd als mogelijke locatie van een Romeinse villa. In 1992 zou in Aken een tentoonstelling worden gehouden over archeologie in de Euregio Maas-Rijn. Als voorbeeldproject vond in augustus en september van hetzelfde jaar aan beide zijden van de grens een archeologische opgraving plaats. Beide opgravingen hadden een verkennend karakter. Op het Nederlandse deel werd door het ROB onderzoek gedaan door middel van proefsleuven, dat onder meer muurwerk, twee Romeinse afvoergoten en enkele kuilen met verbrand graan aan het licht bracht. Het bodemvondstmateriaal bestond onder andere uit scherven terra sigillata. Aan de Duitse kant zijn de resten van het hoofdgebouw van de villa goed bewaard gebleven. Volgens de Duitse archeoloog P. Wagner zijn de resten aan Duitse zijde niet van een villa maar van een Romeinse tempel. Opvallend was dat de meeste grondsporen aan Nederlandse zijde door erosie en akkerbouw verwoest waren, terwijl aan Duitse zijde een aarden wal met begroeiing de erosie had tegengehouden, waardoor de akker aan die zijde van de grens ruim een meter hoger lag. Deze wal of landweer was in de 14e of 15e eeuw aangelegd als grensmarkering van het Rijk van Aken en diende onder andere als verdedigingslinie tegen plunderaars en veedieven.

## Beschrijving
Door de beperkte omvang van de opgravingen is het niet mogelijk een plattegrond van het villacomplex samen te stellen. Het hoofdgebouw van het villacomplex stond op een plek die thans in Duitsland ligt. Er werd melding gemaakt van vier werkvertrekken en een woonruimte, vergelijkbaar met de zuidelijke hoektoren van de nabije villa Vlengendaal.